# Amorpha nana
Amorpha nana là một loài thực vật có hoa trong họ Đậu. Loài này được C.Fraser miêu tả khoa học đầu tiên.

## Hình ảnh

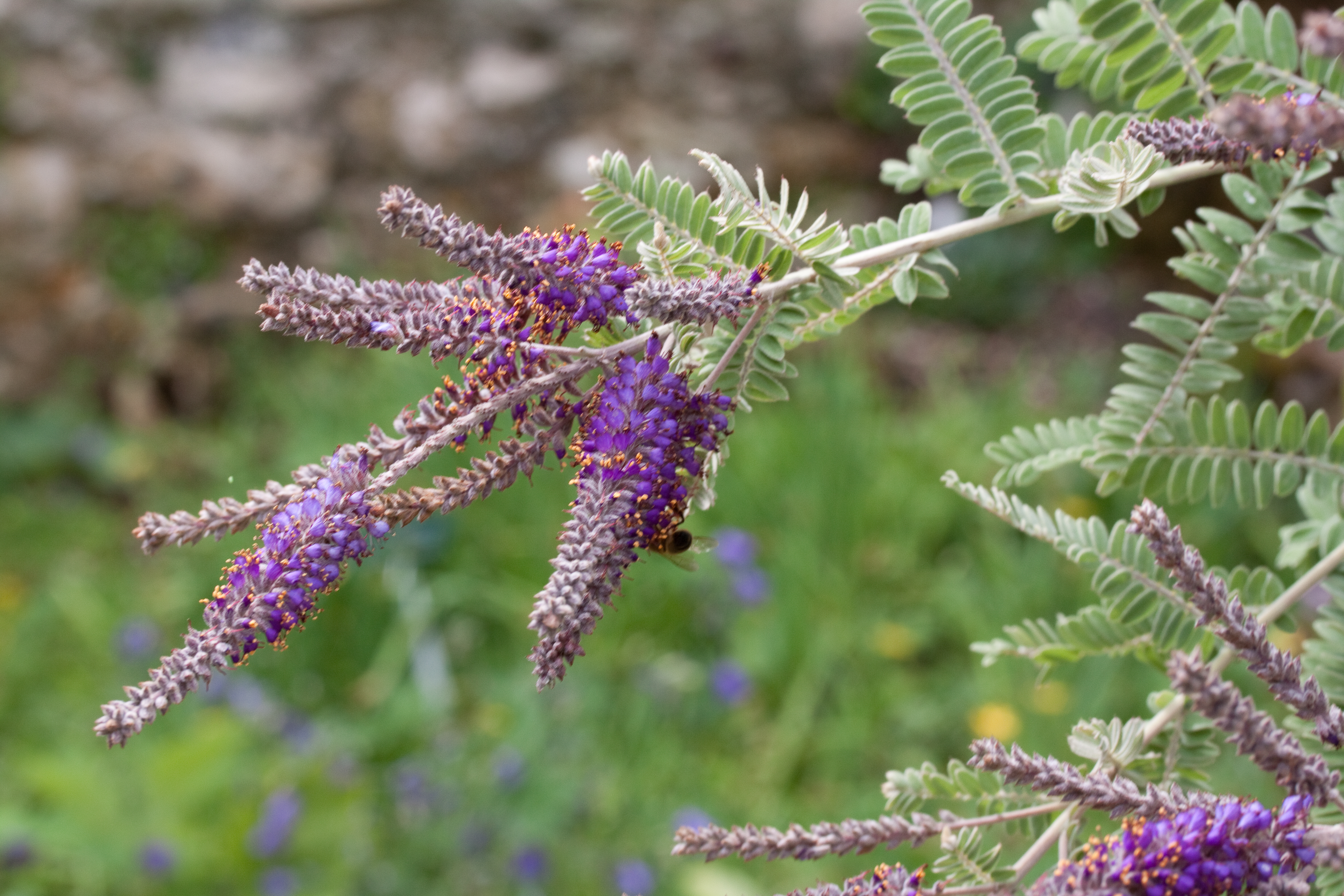
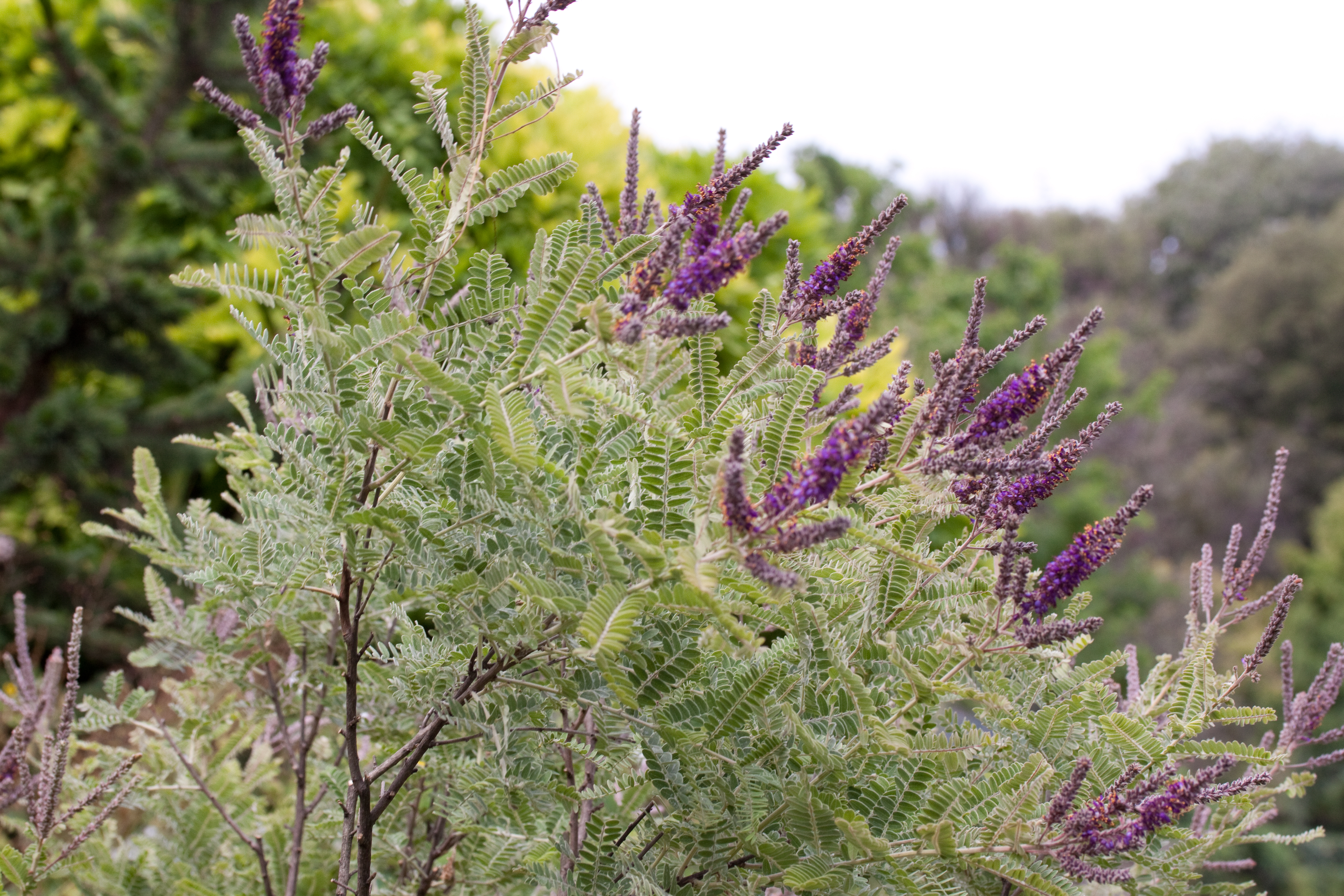
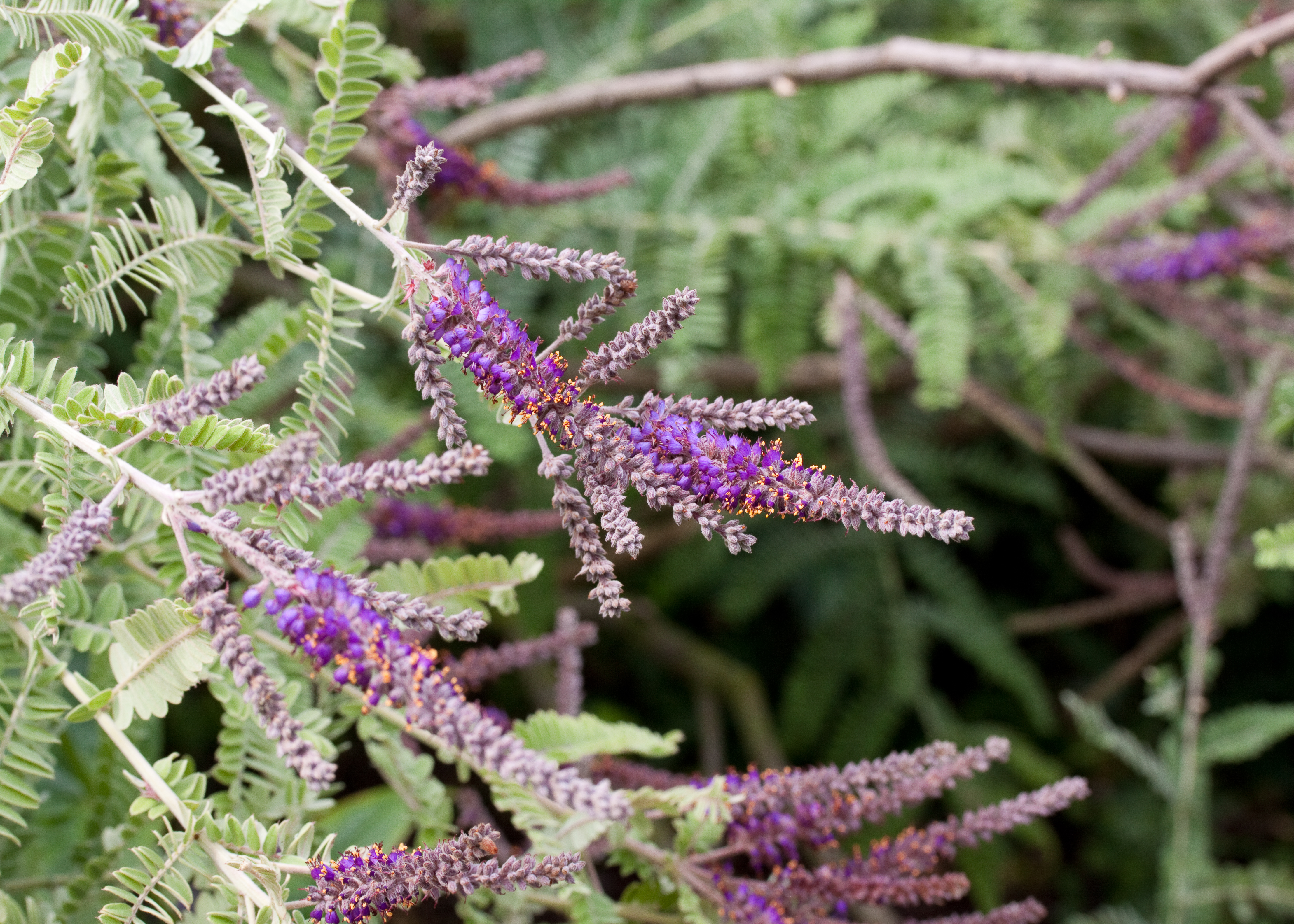